# “LAST GIGS”
『“LAST GIGS”』（ラスト・ギグス）は、日本のロックバンドであるBOØWYの2枚目のライブ・アルバム。
1988年5月3日に東芝EMIのイーストワールドレーベルからリリースされた。正式名称は、『“LAST GIGS” LIVE AT TOKYO DOME "BIG EGG" APRIL 4,5 1988』（ラスト・ギグス・ライブ・アット・東京ドーム"ビッグエッグ"－）である。『“GIGS” JUST A HERO TOUR 1986』（1986年）以来およそ2年振りとなるライブ・アルバムであり、プロデュースは糟谷銑司および小泉洋が担当している。
同年4月4日から4月5日の2日間に亘り開催されたBOØWYの最終公演である「LAST GIGS」の模様を収録、4月5日に演奏された全23曲の中から12曲が収録された。デビューアルバム『MORAL』（1982年）から最後のアルバムとなった『PSYCHOPATH』（1987年）まで幅広く選曲されているが、2枚目のアルバム『INSTANT LOVE』（1983年）の収録曲は演奏されなかったため1曲も収録されていない。
オリコンアルバムチャートでは最高位第1位を獲得、売り上げ枚数は累計で約153万枚となった。後に4月5日の公演の全演奏曲目を再現したライブ・アルバム『“LAST GIGS” COMPLETE』（2008年）がリリースされたほか（後述）、4月4日および5日の両公演の全音源を収録した『LAST GIGS -THE ORIGINAL-』（2019年）、公演日ごとに分割した『LAST GIGS -1988.04.04-』および『LAST GIGS -1988.04.05-』がリリースされた（後述）。

## 背景
6枚目のアルバム『PSYCHOPATH』（1987年）リリース後、BOØWYは「BOØWY ROCK'N'ROLL REVIEW DR.FEELMAN'S PSYCHOPATHIC HEARTS CLUB BAND TOUR」と題したコンサートツアーを同年9月16日の宇都宮文化会館から12月24日の渋谷公会堂まで、32都市全35公演を実施した。すでに解散が決定事項となっていたBOØWYであったが、外部には一切公開されていない状態であった。しかし同年12月には写真週刊誌『FRIDAY』に「BOØWY解散の噂」と題した記事が掲載され、それ以前から巷で流れていた解散の噂に拍車が掛かる事となった。解散の意向を受けたプロデューサーの糟谷銑司は、解散を阻止しない代わりに最後のコンサートを行うよう要求した。糟谷はかつてBOØWYメンバーが「ファンの一人一人が五人目、六人目のBOØWY」であると語っていた事を持ち出し、本来目出度いはずのクリスマス・イブに解散宣言を突き付けられたファンの心情を考慮した上での忠言であった。これを受けた布袋は「最後は自分たちのためじゃなく、ファンのみんなのためにライヴをやりましょう」と承諾する事となった。
その後ツアーファイナルとなった12月24日の渋谷公会堂公演にて、2回目のアンコールの際に氷室から解散宣言とも受け取れる発言がなされ、BOØWYとしての活動は終了する事となった。同日に解散宣言が出される事は決定事項であったが、宣言を行うタイミングは全て氷室京介に一任されていた。また、実際に宣言を行うかどうかについてはスタッフを含めメンバーにも明確には伝えられていなかった。当日はチケットを入手できなかった300人程度のファンが会場に詰め掛け、強引に中に入ろうとする余り会場の扉がしなり続け、結果として入口のガラスが破壊され会場側から中止勧告が出される事態となった。翌12月25日には新聞各紙のBOØWYサイドが買い取ったスペースにメンバー4人の個人名が記載された状態で解散宣言が掲載され、その中で最終公演となる「LAST GIGS」が予告される事となった。
最終公演の舞台が東京ドームとなる事は前年の秋には決定されていたが、日程の調整が難航していたために最終的に1988年の4月4日、5日の2日間で行う事となった。東京ドームは同年3月17日に日本国内初のドーム型球場としてオープンしたばかりであり、3月28日にはロックバンドであるHOUND DOGが日本人アーティストとして初の単独公演を行った。高橋まことは氷室からHOUND DOGの東京ドーム公演の観覧に誘われ、事前に現地の偵察を行った。その後最終公演の舞台は東京ドームと正式に告知され、2日間の入場者数に当たる約95000人分のチケットは販売開始から10分でソールドアウトした。また、チケット販売開始後に電話が殺到した影響で、文京区の電話回線がパンクする事態となった。また、これらの出来事は新聞各社の社会欄や朝日新聞の天声人語においても掲載される事となった。

## 録音、制作

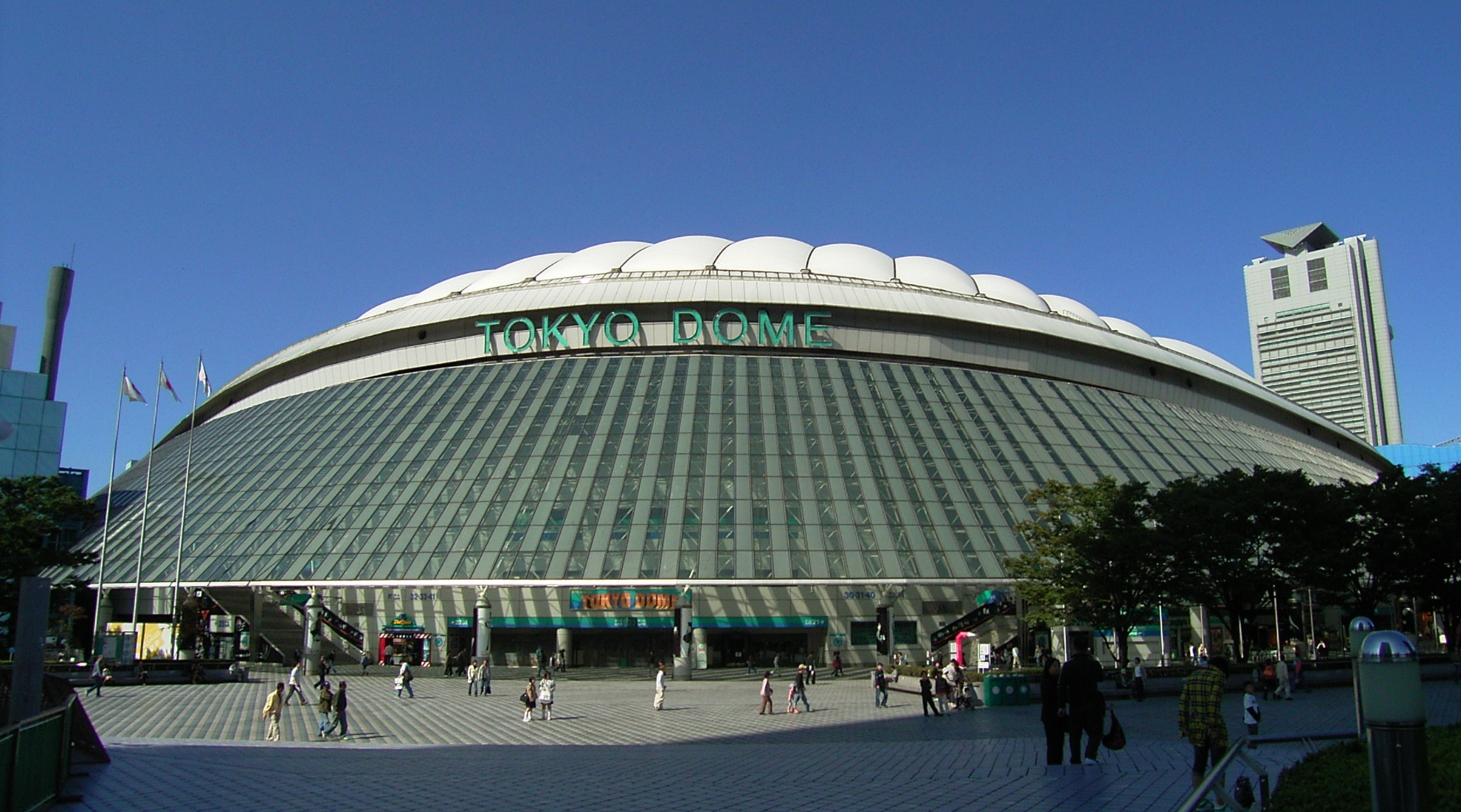
開催地となった東京ドーム

本作には1988年4月4日、4月5日の2日間連続となった東京ドーム公演の模様が収録されている。リハーサルは同年3月頃より行われ、メンバーは解散宣言以来約3か月ぶりに顔を合わせる事となった。和気藹々とした雰囲気の中、リハーサルは「IMAGE DOWN」からスタートする予定であったが松井恒松が演奏開始時のキーを忘れていたために初日はすぐに終了する事となった。
初日の4月4日はステージセットの都合により金網の下にモニター・スピーカーが設置されていたため、氷室および布袋寅泰は音が聞こえないと不満を口にした。その影響により初日はイメージ通りに進行できなかった事から、公演終了後にセットを変更し深夜までリハーサルが繰り返された。高橋の自著『スネア』によれば、モニター・システムのチェックは明け方まで行われたという。これらの事から高橋は初日よりも4月5日の方が「音は格段にいい」と述べている。また4月4日の公演時には当時絶縁していた布袋の父が会場付近を訪れており、チケットがないために会場の壁に耳を当てて漏れ聞こえる音に耳を傾けていたという。布袋がこの事実を知ったのは1993年のソロ活動でのコンサートツアー「GUITARHYTHM WILD」の最中であり、布袋は父の秘書から父の訃報と共に当時会場付近を訪れていた事を聞かされた。氷室は当日の記憶として、「何とか泣かずにいかなきゃという次元でしかないよね。どうしてもやっぱりいろんなシーンが頭の中に浮かんできちゃうんだよ、歌っていてもね」と述べた他、同公演よりも前年に行われた12月24日の渋谷公会堂公演時は様々な思い出が蘇ったために「いよいよヤバくて全然ダメだった」と述べている。
本作は公演から1か月を経ずにリリースされているが、高橋によれば「信じられない凄まじい緊急工程だった」という程の短期間で制作が行われた。高橋は通常であれば注文を受けてから店頭に並ぶまでには4か月は必要であると主張し、本作はチケットを入手できなかったファンのため、また早い時期でのリリースによってライブ感が出せるとの思いから異例の早さでリリースされた。本作は「LAST GIGS」の追加公演のような位置付けの作品であるとも高橋は述べている。高橋は本作のミックス工程を行っていたスタジオを訪れており、スタジオにはエンジニアの坂元達也およびディレクターの子安次郎以外は誰もおらず、「まことさん以外、メンバーは誰も来ませんよ」と言われたと述べている。高橋によれば「LAST GIGS」以降でBOØWYメンバー全員が揃ったのはカメラマンの加藤正憲の結婚式のみで、以降は全くないと述べている。氷室は本作のリリースに関して「出していいですか?」と打診された際に、「あっ、いいんじゃないですか」という程度の感覚であったと述べている。

## 構成
本作には2日目となった4月5日公演の演奏のみが収録されている。また当日演奏された全23曲の内12曲と半分程度の曲数が収録され、氷室によるMCは全てカットされている。
氷室は前年12月24日の解散宣言が行われたライブでBOØWYは既に終了していると述べ、この公演はお楽しみ企画であり、お祭り、同窓会のような趣旨であるとした。高橋は自著『スネア』にて同様の発言を行ない、「BOØWYの本当の意味でのラスト・ステージはこの日（12月24日）の渋谷公会堂だったと俺は思っている」と述べた他、「『LAST GIGS』は俺らにとって同窓会であり、ファンへの厚い感謝であり、5万人もの観客を集めた派手なお祭りという意味合いだった」とも述べている。音楽誌『ARENA37℃』においてライターの星野京子は配布された資料に「このGIGは決して、“解散”という定義で型取られたものではなく、全てのファンに対する"THANKS"と、メンバーの新たなる始動を意味する、BOØWYからの贈り物です」と記されていたと述べている。
4月5日の公演では、1曲目は「B・BLUE」から開始され「ハイウェイに乗る前に」、「Baby Action」が演奏された後に氷室による「最後の夜だぜ! 思い切り楽しもうぜ、愛し合おうぜ!」とのMCが行われた。その後「BAD FEELING」「1994 -LABEL OF COMPLEX-」が演奏され、メンバー紹介時に氷室は「ライトを守ってます」と松井恒松、「センターを守ってます」と高橋まことを紹介、さらに「日本に沢山のギタリストはいるけど、こんなにカッコイイのはコイツしかいないぜ」と布袋寅泰を紹介した他に自身を「うぐいすボーヤの氷室京介」と紹介した。その後「愛するマコっちゃんが書いてくれた曲」と前置きして「DRAMATIC? DRASTIC!」を演奏し続けて「Marionette」が演奏された後、「わがままジュリエット」「LONGER THAN FOREVER」「CLOUDY HEART」が演奏され、氷室は「どんなヤツが来てるかわかんないけど、最後がお前等で良かったと思います」とMCした後に「WORKING MAN」「PLASTIC BOMB」「JUSTY」と続き、「IMAGE DOWN」では高橋にマイクを向けて歌わせる場面もあった。その後「BEAT SWEET」を挟んで氷室は「この曲も今日が最後だと思うと少し悲しいけど、最高の、不朽の名曲を送ります!」とMCした後に「NO. NEW YORK」が演奏され、続けて「ONLY YOU」、「Dreamin'」が演奏され本編が終了した。アンコールでは「俺らはまだまだ伝説になんかなんねーぞ!」とMCした後に「ON MY BEAT」を演奏、さらに再度メンバー紹介を行った後に「Blue Vacation」「RENDEZ-VOUS」を演奏して1回目のアンコールが終了、さらに2回目のアンコールで「ホンキー・トンキー・クレイジー」を演奏し氷室は「今度は、ひとりひとりで、必ずここで会おうぜ!」とMCした後に客席照明を点けた上で2度目となる「NO. NEW YORK」を演奏して終演した。

## リリース
1988年5月3日に東芝EMIのイーストワールドレーベルから、LP、CD、CTの3形態で、公演からおよそ1か月後という異例の早さでのリリースとなった。初回特典としてモノクロピンナップと正方形のステッカーが付属となったが、CDに封入できないサイズのためか店頭配布であった。
後にボックス・セットである『BOØWY COMPLETE』に収録される形で1991年12月24日、1993年3月3日、2002年3月29日の計3回リリースされ、2002年版では初めて20ビット・デジタルリマスター版が収録された。さらに2005年2月16日には24ビット・デジタルリマスター版が単体でリリースされた。
2001年にはライブビデオ『"LAST GIGS" (Video)』がVHSおよびDVDにてリリースされ、初映像化作品となった。但しライブが完全収録されたわけではなく、本作の楽曲分のみが映像化されている。ライブビデオ版では新たにリミックスを施し、「PROLOGUE」、「WORKING MAN」前と「DREAMIN'」後のMCが追加された。また当時のコンサートパンフレット縮小復刻版が付属された。
2008年に全曲を収録した完全版『“LAST GIGS” COMPLETE』としてDVD、CDがリリースされた。曲目は4月5日公演に準拠している。また、これに統合される形で本作は廃盤になった。そのため、「BOØWY 30th ANNIVERSARY」の際に行われた、BOØWY各アルバムのブルースペックCD化の企画も『“LAST GIGS” COMPLETE』が対象となり、本作は再リリースされていない。

## 批評
| 専門評論家によるレビュー                   | 専門評論家によるレビュー              |
| レビュー・スコア                           | レビュー・スコア                      |
| 出典                                       | 評価                                  |
| ------------------------------------------ | ------------------------------------- |
| CDジャーナル                               | 否定的（1988年版） 肯定的（2005年版） |
| 別冊宝島653 音楽誌が書かないJポップ批評18  | 肯定的                                |
| 別冊宝島1322 音楽誌が書かないJポップ批評43 | 肯定的                                |

批評家たちからは本作の存在意義に対する肯定的な意見が多く出されており、音楽情報サイト『CDジャーナル』では2005年の再リリース盤に関して、バンドの演奏と歓声が「実にリアル」であるとして「J-POP史に名を残すライヴ盤としても定評がある名盤」と絶賛、音楽誌『別冊宝島653 音楽誌が書かないJポップ批評18 BOØWYと「日本のロック」』においてライターの根本桃GO!は、同公演が11万枚のチケットを即完売させ、都内の電話回線をショートさせた事実を指摘した上で「"GIG"などという代物ではなく、巨大コンサート、いや一大ビッグイベントと呼ぶのが相応しいものであった」と主張、音楽誌『別冊宝島1322 音楽誌が書かないJポップ批評43 21世紀のBOØWY伝説』においてライターの齋藤奈緒子は、劇的な解散宣言に付けたされたような同公演に対して蛇足であると指摘しつつも、公演からおよそ1か月後という速さでリリースされた事やファンには馴染み深い曲が収録されている点などを挙げ、「完璧なストーリーに、あえて書くならば『付け足され』たこのライヴだが、結果としてはBOØWYというバンドの伝説化にはほぼ支障がなかったばかりか、当時のファンに今もBOØWYが愛される存在になったのも、この最後のライヴがあったからだ、とも思う」と肯定的に評価した。
一方でサウンド面に関しては賛否両論となり、『CDジャーナル』では1988年のオリジナル盤に関して、歴史的価値を強調する余りに歓声が多く収録されている事から「ウォークマンなどで聴いていると耳ざわり」、「ドラム音のバランスも良くない」と否定的に評価したが、『別冊宝島653 音楽誌が書かないJポップ批評18 BOØWYと「日本のロック」』において根本は、BOØWYが安定した位置に留まる事が出来なかった面が音に現れていると指摘し、叙情性を排した疾走するビートと氷室のシャウトによって「それまで『大衆芸能』などと揶揄されがちであったことへの最後の抵抗のようにも思え、そのあまりに『ロック』っぽい演奏ぶりが逆に哀感を誘う」と主張、『別冊宝島1322 音楽誌が書かないJポップ批評43 21世紀のBOØWY伝説』において齋藤は、当日演奏された曲の半分程度しか収録されていない事を指摘しつつも、ファンには思い入れの強い曲が収録されている点を挙げ「聴き所を挙げればキリがない」とした他、最大の名シーンは氷室による「最後に夢を見てる奴らに贈るぜ!」とMCされた後に演奏された「Dreamin'」であると指摘、また当日氷室が観客にマイクを向けて歌わせるシーンが多くあった事を挙げた上で「4万人以上が一体化するエネルギーにおいて、このライヴを越えるものはなく、凄まじいという以外に言葉がない」と絶賛した。

## チャート成績
オリコンアルバムチャートにおいて、LPは最高位第1位の登場週数18回で売り上げ枚数は8.7万枚となった。CDおよびCTを含めた総合では最高位第1位の登場週数20回で売り上げ枚数は59.7万枚となった。その後も売り上げを伸ばしていき、最終的な累計では売り上げ枚数は約153万枚となった。この売り上げ枚数はBOØWYのアルバム売上ランキングにおいて第4位となっている。売り上げが100万枚を超えたことに対して、氷室は「当たり前だけど解散あってのところだろうね。バンドって解散した瞬間にもうノスタルジックなモノになるわけじゃない? 死んだ人もそうだしね、もう見られないと思うから。区切りが商売に結び付いちゃうんだよね」と述べている。

## “LAST GIGS” COMPLETE
『“LAST GIGS” COMPLETE』（ラスト・ギグス・コンプリート）は、日本のロックバンドであるBOØWYの6作目のライブ・アルバム。
2008年4月5日にEMIミュージック・ジャパン／イーストワールドからリリースされた。1988年4月4日および4月5日に東京ドームにて行われたBOØWYの最終公演の模様を収録したライブアルバムであり、当時リリースされた『“LAST GIGS”』（1988年）では全12曲が収録されていたのに対し、本作では当日演奏された全曲が収録されている。
オリコンチャートでは最高位第10位の登場回数12回で、売り上げ枚数は5.2万枚となった。この売り上げ枚数はBOØWYのアルバム売上ランキングにおいて第17位となっている。

### 構成
BOØWY2作目のライブ・アルバム『“LAST GIGS”』（1988年）では、4月5日に演奏された全23曲の中から12曲のみが選曲されていたが、本作ではアンコール5曲を含む当時未収録となった11曲を追加、さらにMC部分もすべて収録され4月5日の公演全23曲のセットリストを再現する作品となった。ただし、「PLASTIC BOMB」の一部分と「ホンキー・トンキー・クレイジー」は4月4日の公演の模様を収録している。

### リリース、アートワーク
2008年4月5日にEMIミュージック・ジャパン／イーストワールドより、解散から20周年としてリリースされた。2007年に開始された解散20周年プロジェクト「20th Anniversary From Broken 2007-2008」の最終リリースが本作とライブDVD『“LAST GIGS” COMPLETE』となった。本作の初回盤は紙ジャケットのボックス仕様となっているほか、貴重な写真やディスコグラフィーなどが掲載された「BOØWYデータブック」が付属していた。ブックレットは2冊付属しており、1冊は歌詞と未公開写真、2冊目はBOØWYの歴史と完全ディスコグラフィー（解説つき）となっていた。また、本作のリリースに伴いBOØWYの6年間の活動を網羅した冊子『BOØWY Mag.』が全国のCDショップやライブハウスなどにて10万部限定で配布された。2012年12月24日にはBlu-spec CD2仕様にて再リリースされた。

## LAST GIGS -THE ORIGINAL-
『LAST GIGS -THE ORIGINAL-』（ラスト・ギグス・ジ・オリジナル）は、日本のロックバンドであるBOØWYの10作目のライブ・アルバム。
2019年6月12日にユニバーサルミュージックからリリースされた。1988年4月4日および4月5日に東京ドームにて行われたBOØWYの最終公演の模様を収録したライブアルバムであり、当時リリースされた『“LAST GIGS”』（1988年）では全12曲、後にリリースされた『 "LAST GIGS" COMPLETE』では4月5日のみの音源（一部4月4日の音源）が収録されていたのに対し、本作では4月4日、5日の両日演奏された全曲が収録されている。
オリコンチャートでは最高位第3位の登場回数5回となった。同チャートのBOØWYアルバム売上ランキングにおいて、『-THE ORIGINAL-』が第24位、『-1988.04.05-』が第32位、『-1988.04.04-』が第33位となっている。

### 構成、リリース
BOØWY2作目のライブ・アルバム『“LAST GIGS”』（1988年）では、4月5日に演奏された全23曲の中から12曲のみが選曲、20年後にリリースされた『 "LAST GIGS" COMPLETE』（2008年）では4月5日の演奏のみが収録されていたが、本作ではアンコールを含む2日間の全曲を収録し4枚組でのリリースとなった。
2019年6月12日にユニバーサルミュージックからCD4枚組の『LAST GIGS -THE ORIGINAL-』としてリリースされたほか、両日の音源を個別に収録したCD2枚組の『LAST GIGS -1988.04.04-』および『LAST GIGS -1988.04.05-』がそれぞれリリースされた。デビュー35周年となった2017年からメモリアル・リリースが続けられていたが、本作がBOØWY関連としては最後のリリース作品となった。リリースに先駆け、4月4日にはスペシャルイベント『LAST GIGS –THE ORIGINAL- SPECIAL NIGHT IN SHIBUYA』が開催され、音源の先行試聴や『LAST GIGS』の映像を大音響で観覧可能となっていた。

## 収録曲

### “LAST GIGS”
- CD付属の歌詞カードに記載されたクレジットを参照[47]。

| #         | タイトル                 | 作詞       | 作曲      | 編曲      | 時間  |
| --------- | ------------------------ | ---------- | --------- | --------- | ----- |
| 1.        | 「B・BLUE」              | 氷室京介   | 布袋寅泰  | 布袋寅泰  | 4:11  |
| 2.        | 「DRAMATIC? DRASTIC!」   | 高橋まこと | 布袋寅泰  | 布袋寅泰  | 3:44  |
| 3.        | 「MARIONETTE」           | 氷室京介   | 布袋寅泰  | 布袋寅泰  | 3:38  |
| 4.        | 「わがままジュリエット」 | 氷室京介   | 氷室京介  | 布袋寅泰  | 4:50  |
| 5.        | 「LONGER THAN FOREVER」  | 氷室京介   | 布袋寅泰  | 布袋寅泰  | 4:04  |
| 6.        | 「CLOUDY HEART」         | 氷室京介   | 氷室京介  | 布袋寅泰  | 4:16  |
| 合計時間: | 合計時間:                | 合計時間:  | 合計時間: | 合計時間: | 24:43 |

| #         | タイトル        | 作詞               | 作曲      | 編曲      | 時間  |
| --------- | --------------- | ------------------ | --------- | --------- | ----- |
| 7.        | 「WORKING MAN」 | 松井恒松           | 布袋寅泰  | 布袋寅泰  | 2:48  |
| 8.        | 「IMAGE DOWN」  | 氷室京介           | 布袋寅泰  | 布袋寅泰  | 4:30  |
| 9.        | 「BEAT SWEET」  | 氷室京介           | 布袋寅泰  | 布袋寅泰  | 4:20  |
| 10.       | 「NO.NEW YORK」 | 深沢和明           | 布袋寅泰  | 布袋寅泰  | 4:18  |
| 11.       | 「ONLY YOU」    | 氷室京介           | 布袋寅泰  | 布袋寅泰  | 4:31  |
| 12.       | 「Dreamin'」    | 布袋寅泰、松井五郎 | 布袋寅泰  | 布袋寅泰  | 4:45  |
| 合計時間: | 合計時間:       | 合計時間:          | 合計時間: | 合計時間: | 25:12 |

### “LAST GIGS” COMPLETE
- CD付属の歌詞カードに記載されたクレジットを参照[48]。

| #         | タイトル                    | 作詞               | 作曲      | 時間  |
| --------- | --------------------------- | ------------------ | --------- | ----- |
| 1.        | 「PROLOGUE」                |                    | 布袋寅泰  | 3:16  |
| 2.        | 「B・BLUE」                 | 氷室京介           | 布袋寅泰  | 4:09  |
| 3.        | 「ハイウェイに乗る前に」    | 氷室京介、松井五郎 | 布袋寅泰  | 3:43  |
| 4.        | 「BABY ACTION」             | 氷室京介           | 布袋寅泰  | 3:40  |
| 5.        | 「BAD FEELING」             | 氷室京介、高橋信   | 布袋寅泰  | 4:32  |
| 6.        | 「1994 -LABEL OF COMPLEX-」 | 氷室京介           | 布袋寅泰  | 5:22  |
| 7.        | 「DRAMATIC?DRASTIC!」       | 高橋まこと         | 布袋寅泰  | 3:53  |
| 8.        | 「MARIONETTE」              | 氷室京介           | 布袋寅泰  | 3:38  |
| 9.        | 「わがままジュリエット」    | 氷室京介           | 氷室京介  | 4:46  |
| 10.       | 「LONGER THAN FOREVER」     | 氷室京介           | 布袋寅泰  | 4:04  |
| 11.       | 「CLOUDY HEART」            | 氷室京介           | 氷室京介  | 4:39  |
| 12.       | 「WORKING MAN」             | 松井恒松           | 布袋寅泰  | 2:57  |
| 13.       | 「PLASTIC BOMB'」           | 氷室京介           | 布袋寅泰  | 2:37  |
| 14.       | 「JUSTY」                   | 氷室京介           | 布袋寅泰  | 3:52  |
| 合計時間: | 合計時間:                   | 合計時間:          | 合計時間: | 55:08 |

| #         | タイトル                           | 作詞               | 作曲      | 時間  |
| --------- | ---------------------------------- | ------------------ | --------- | ----- |
| 1.        | 「IMAGE DOWN」                     | 氷室京介           | 布袋寅泰  | 4:51  |
| 2.        | 「BEAT SWEET」                     | 氷室京介           | 布袋寅泰  | 4:21  |
| 3.        | 「NO. NEW YORK」                   | 深沢和明           | 布袋寅泰  | 4:28  |
| 4.        | 「ONLY YOU」                       | 氷室京介           | 布袋寅泰  | 4:28  |
| 5.        | 「DREAMIN'」                       | 布袋寅泰、松井五郎 | 布袋寅泰  | 5:39  |
| 6.        | 「ON MY BEAT」                     | 氷室京介           | 布袋寅泰  | 3:17  |
| 7.        | 「BLUE VACATION」                  | 氷室京介           | 布袋寅泰  | 4:37  |
| 8.        | 「RENDEZ-VOUS」                    | 氷室京介           | 布袋寅泰  | 5:34  |
| 9.        | 「ホンキー・トンキー・クレイジー」 | BOØWY              | BOØWY     | 4:19  |
| 10.       | 「NO. NEW YORK」                   | 氷室京介           | 布袋寅泰  | 5:05  |
| 合計時間: | 合計時間:                          | 合計時間:          | 合計時間: | 46:39 |

### LAST GIGS -1988.04.04-
| #         | タイトル                    | 作詞               | 作曲      | 時間  |
| --------- | --------------------------- | ------------------ | --------- | ----- |
| 1.        | 「PROLOGUE」                |                    | 布袋寅泰  | 3:15  |
| 2.        | 「B・BLUE」                 | 氷室京介           | 布袋寅泰  | 4:09  |
| 3.        | 「ハイウェイに乗る前に」    | 氷室京介、松井五郎 | 布袋寅泰  | 3:39  |
| 4.        | 「BABY ACTION」             | 氷室京介           | 布袋寅泰  | 3:14  |
| 5.        | 「BAD FEELING」             | 氷室京介、高橋信   | 布袋寅泰  | 4:54  |
| 6.        | 「1994 -LABEL OF COMPLEX-」 | 氷室京介           | 布袋寅泰  | 5:52  |
| 7.        | 「DRAMATIC? DRASTIC!」      | 高橋まこと         | 布袋寅泰  | 3:48  |
| 8.        | 「MARIONETTE」              | 氷室京介           | 布袋寅泰  | 3:39  |
| 9.        | 「わがままジュリエット」    | 氷室京介           | 氷室京介  | 4:47  |
| 10.       | 「LONGER THAN FOREVER」     | 氷室京介           | 布袋寅泰  | 4:07  |
| 11.       | 「CLOUDY HEART」            | 氷室京介           | 氷室京介  | 4:22  |
| 12.       | 「WORKING MAN」             | 松井恒松           | 布袋寅泰  | 3:00  |
| 13.       | 「PLASTIC BOMB'」           | 氷室京介           | 布袋寅泰  | 2:35  |
| 14.       | 「JUSTY」                   | 氷室京介           | 布袋寅泰  | 3:51  |
| 合計時間: | 合計時間:                   | 合計時間:          | 合計時間: | 55:12 |

| #         | タイトル                           | 作詞               | 作曲      | 時間  |
| --------- | ---------------------------------- | ------------------ | --------- | ----- |
| 1.        | 「IMAGE DOWN」                     | 氷室京介           | 布袋寅泰  | 5:33  |
| 2.        | 「BEAT SWEET」                     | 氷室京介           | 布袋寅泰  | 4:16  |
| 3.        | 「NO. NEW YORK」                   | 深沢和明           | 布袋寅泰  | 4:16  |
| 4.        | 「ONLY YOU」                       | 氷室京介           | 布袋寅泰  | 4:27  |
| 5.        | 「DREAMIN'」                       | 布袋寅泰、松井五郎 | 布袋寅泰  | 6:15  |
| 6.        | 「BLUE VACATION」                  | 氷室京介           | 布袋寅泰  | 2:56  |
| 7.        | 「ホンキー・トンキー・クレイジー」 | BOØWY              | BOØWY     | 4:16  |
| 8.        | 「RENDEZ-VOUS」                    | 氷室京介           | 布袋寅泰  | 4:45  |
| 9.        | 「ON MY BEAT」                     | 氷室京介           | 布袋寅泰  | 3:44  |
| 合計時間: | 合計時間:                          | 合計時間:          | 合計時間: | 40:28 |

### LAST GIGS -1988.04.05-
| #         | タイトル                    | 作詞               | 作曲      | 時間  |
| --------- | --------------------------- | ------------------ | --------- | ----- |
| 1.        | 「PROLOGUE」                |                    | 布袋寅泰  | 3:16  |
| 2.        | 「B・BLUE」                 | 氷室京介           | 布袋寅泰  | 4:09  |
| 3.        | 「ハイウェイに乗る前に」    | 氷室京介、松井五郎 | 布袋寅泰  | 3:43  |
| 4.        | 「BABY ACTION」             | 氷室京介           | 布袋寅泰  | 3:18  |
| 5.        | 「BAD FEELING」             | 氷室京介、高橋信   | 布袋寅泰  | 4:55  |
| 6.        | 「1994 -LABEL OF COMPLEX-」 | 氷室京介           | 布袋寅泰  | 5:19  |
| 7.        | 「DRAMATIC? DRASTIC!」      | 高橋まこと         | 布袋寅泰  | 3:53  |
| 8.        | 「MARIONETTE」              | 氷室京介           | 布袋寅泰  | 3:42  |
| 9.        | 「わがままジュリエット」    | 氷室京介           | 氷室京介  | 4:50  |
| 10.       | 「LONGER THAN FOREVER」     | 氷室京介           | 布袋寅泰  | 4:04  |
| 11.       | 「CLOUDY HEART」            | 氷室京介           | 氷室京介  | 3:16  |
| 12.       | 「WORKING MAN」             | 松井恒松           | 布袋寅泰  | 3:16  |
| 13.       | 「PLASTIC BOMB'」           | 氷室京介           | 布袋寅泰  | 2:41  |
| 14.       | 「JUSTY」                   | 氷室京介           | 布袋寅泰  | 3:54  |
| 合計時間: | 合計時間:                   | 合計時間:          | 合計時間: | 54:16 |

| #         | タイトル                           | 作詞               | 作曲      | 時間  |
| --------- | ---------------------------------- | ------------------ | --------- | ----- |
| 1.        | 「IMAGE DOWN」                     | 氷室京介           | 布袋寅泰  | 4:54  |
| 2.        | 「BEAT SWEET」                     | 氷室京介           | 布袋寅泰  | 4:28  |
| 3.        | 「NO. NEW YORK」                   | 深沢和明           | 布袋寅泰  | 4:28  |
| 4.        | 「ONLY YOU」                       | 氷室京介           | 布袋寅泰  | 4:31  |
| 5.        | 「DREAMIN'」                       | 布袋寅泰、松井五郎 | 布袋寅泰  | 6:02  |
| 6.        | 「ON MY BEAT」                     | 氷室京介           | 布袋寅泰  | 3:16  |
| 7.        | 「BLUE VACATION」                  | 氷室京介           | 布袋寅泰  | 4:36  |
| 8.        | 「RENDEZ-VOUS」                    | 氷室京介           | 布袋寅泰  | 5:36  |
| 9.        | 「ホンキー・トンキー・クレイジー」 | BOØWY              | BOØWY     | 5:01  |
| 10.       | 「NO. NEW YORK」                   | 深沢和明           | 布袋寅泰  | 5:02  |
| 合計時間: | 合計時間:                          | 合計時間:          | 合計時間: | 47:54 |

## スタッフ・クレジット
BOØWY
- 氷室京介 – ボーカル
- 布袋寅泰 – エレクトリック・ギター、コーラス
- 松井恒松 – ベース
- 高橋まこと – ドラムス

### “LAST GIGS”
CD付属の歌詞カードに記載されたクレジットを参照。
- 糟谷銑司（ユイ・ロック・プロジェクト、IRc2） – プロデューサー
- 小泉洋（東芝EMI） – プロデューサー
- 子安次郎（東芝EMI） – ディレクター
- 坂元達也 – レコーディング、ミキシング・エンジニア
- 土屋浩（ユイ・ロック・プロジェクト） – チーフ・マネージャー
- 鈴木祥紀（ユイ・ロック・プロジェクト） – セカンド・マネージャー
- 関口光信（ユイ・ロック・プロジェクト、IRC 2） – セカンド・マネージャー
- 市川訓由 (2001 CREATE) – ステージ・デザイナー
- 江坂俊彦 (2001 CREATE) – ステージ・ディレクター
- 長南徹 (MAPLE) – ステージ・ディレクター
- 森山朝雄（ユイ・ステージ・サービス） – PAエンジニア
- 北山幸弘（ユイ・ステージ・サービス） – PAモニター
- ささきこうじ (LIGHTING VERSION) – ライティング・デザイン、オペレート
- 永石勝 – アート・ディレクター
- 園木和彦 – 写真撮影
- ZEMPAKU SUZUKI & B・BI STUDIO – デザイナー
- うえのとおる – オブジェクト・プロダクション
- 後藤由多加（ユイ音楽工房） – エグゼクティブ・プロデューサー
- 石坂敬一（東芝EMI） – エグゼクティブ・プロデューサー
- ジャン・ポール・ゴルチェ – コスチューム

### “LAST GIGS” COMPLETE
CD付属の歌詞カードに記載されたクレジットを参照。
- 糟谷銑司（ユイロックプロジェクト、IRc2） – プロデューサー
- 小泉洋（東芝EMI） – プロデューサー
- 子安次郎（東芝EMI） – ディレクター
- 坂本達也 – レコーディング・エンジニア、ミキシング・エンジニア
- 土屋浩（ユイロックプロジェクト） – チーフ・マネージャー
- 鈴木祥紀（ユイロックプロジェクト） – セカンド・マネージャー
- 関口光信（ユイロックプロジェクト、IRc2） – セカンド・マネージャー
- 市川訓由 (2001 CREATE) – ステージ・デザイナー
- 江坂俊彦 (2001 CREATE) – ステージ・ディレクター
- 長南徹 (MAPLE) – ステージ・ディレクター
- 森山朝雄（ユイ・ステージ・サービス） – PAエンジニア
- 北山幸弘（ユイ・ステージ・サービス） – PAモニター
- ささきこうじ (LIGHTING VERSION) – ライティング・デザイン、オペレート
- 永石勝 – アート・ディレクター
- 園木和彦 – 写真撮影
- ZEMPAKU SUZUKI & B・BI STUDIO – デザイナー
- うえのとおる – オブジェクト・プロダクション
- 東芝EMIプロパガンダ – プロモーション
- ディスクガレージ – スペシャル・サンクス
- サンプラント – スペシャル・サンクス
- レーザーメディア – スペシャル・サンクス
- レオミュージック – スペシャル・サンクス
- SCI – スペシャル・サンクス
- パール楽器製造 – スペシャル・サンクス
- フェルナンデス – スペシャル・サンクス
- BBE – スペシャル・サンクス
- J.O.スタジオ – スペシャル・サンクス
- TACO – スペシャル・サンクス
- 清水スポーツ – スペシャル・サンクス
- オンワード樫山 – スペシャル・サンクス
- 八曜社 – スペシャル・サンクス
- 東京ドーム – スペシャル・サンクス
- 後藤由多加（ユイ音楽工房） – エグゼクティブ・プロデューサー
- 石坂敬一（東芝EMI） – エグゼクティブ・プロデューサー
- ジャン・ポール・ゴルチェ – コスチューム

## リリース日一覧
| No. | リリース日     | タイトル                 | レーベル                                    | 規格       | カタログ番号  | 最高順位 | 備考                                                                                              | 出典               |
| --- | -------------- | ------------------------ | ------------------------------------------- | ---------- | ------------- | -------- | ------------------------------------------------------------------------------------------------- | ------------------ |
| 1   | 1988年5月3日   | “LAST GIGS”              | 東芝EMI／イーストワールド                   | LP         | RT28-5200     | 1位      | 初回特典としてモノクロピンナップ、ステッカー付属                                                  | [ 16 ] [ 3 ]       |
| 2   | 1988年5月3日   | “LAST GIGS”              | 東芝EMI／イーストワールド                   | CD         | CT32-5200     | 1位      |                                                                                                   | [ 3 ] [ 29 ] [ 1 ] |
| 3   | 1988年5月3日   | “LAST GIGS”              | 東芝EMI／イーストワールド                   | CT         | ZT28-5200     | 1位      |                                                                                                   | [ 3 ]              |
| 4   | 1991年12月24日 | “LAST GIGS”              | 東芝EMI／イーストワールド                   | CD         | TOCT-6397     | 2位      | CD-BOX『BOØWY COMPLETE LIMITED EDITION』収録                                                      | [ 49 ]             |
| 5   | 1993年3月3日   | “LAST GIGS”              | 東芝EMI／イーストワールド                   | CD         | TOCT-6397     | 3位      | CD-BOX『BOØWY COMPLETE REQUIRED EDITION』収録                                                     | [ 50 ]             |
| 6   | 2002年3月29日  | “LAST GIGS”              | 東芝EMI／イーストワールド                   | CD         | TOCT-24797    | 14位     | CD-BOX『BOØWY COMPLETE 21st CENTURY 20th ANNIVERSARY EDITION』収録 20ビット・デジタルリマスター盤 | [ 51 ] [ 52 ]      |
| 7   | 2005年2月16日  | “LAST GIGS”              | 東芝EMI／イーストワールド                   | CD         | TOCT-25615    | -        | 24ビット・デジタル・リマスター盤 『“LAST GIGS” COMPLETE』リリース後に廃盤                         | [ 30 ] [ 53 ]      |
| 8   | 2008年4月5日   | “LAST GIGS” COMPLETE     | EMIミュージック・ジャパン／イーストワールド | 2枚組CD    | TOCT-26540〜1 | 10位     |                                                                                                   | [ 54 ] [ 55 ]      |
| 9   | 2012年12月24日 | “LAST GIGS” COMPLETE     | EMIミュージック・ジャパン／イーストワールド | 2枚組BSCD2 | TOCT-98006〜7 | 70位     |                                                                                                   | [ 56 ] [ 57 ]      |
| 10  | 2013年12月4日  | “LAST GIGS” COMPLETE     | ユニバーサルミュージック                    | AAC-LC     | -             | -        | デジタル・ダウンロード                                                                            | [ 58 ]             |
| 11  | 2016年9月5日   | “LAST GIGS”              | ユニバーサルミュージック                    | AAC-LC     | -             | -        | デジタル・ダウンロード                                                                            | [ 59 ]             |
| 12  | 2019年6月12日  | LAST GIGS -1988.04.04-   | ユニバーサルミュージック                    | 2枚組CD    | UPCY-7572〜3  | 33位     |                                                                                                   | [ 60 ] [ 61 ]      |
| 13  | 2019年6月12日  | LAST GIGS -1988.04.05-   | ユニバーサルミュージック                    | 2枚組CD    | UPCY-7574〜5  | 32位     |                                                                                                   | [ 62 ] [ 63 ]      |
| 14  | 2019年6月12日  | LAST GIGS -THE ORIGINAL- | ユニバーサルミュージック                    | 4枚組CD    | UPCY-9907     | 3位      | 特製2WAYトートバッグおよびステッカーが封入された完全限定盤スペシャルボックス仕様                  | [ 64 ] [ 63 ]      |
| 15  | 2019年6月12日  | LAST GIGS -1988.04.04-   | ユニバーサルミュージック                    | AAC-LC     | -             | -        | デジタル・ダウンロード                                                                            | [ 65 ]             |
| 16  | 2019年6月12日  | LAST GIGS -1988.04.05-   | ユニバーサルミュージック                    | AAC-LC     | -             | -        | デジタル・ダウンロード                                                                            | [ 66 ]             |